# Nicolae Vlădescu
Nicolae Vlădescu, romunski general, * 23. julij 1890, † 10. september 1947.